# Lerista bunglebungle
Lerista bunglebungle — вид сцинкоподібних ящірок родини сцинкових (Scincidae). Ендемік Австралії.

## Поширення і екологія
Lerista bunglebungle відомі з типової місцевості, розташованої в горах Бангл-Бангл в регіоні Кімберлі на сході Західної Австралії. Вони живуть в пересохлих піщаних руслах річок, серед опалого листя.